# Alcis lidjangica
Alcis lidjangica là một loài bướm đêm trong họ Geometridae.